# Njursvikt
Njursvikt eller njurinsufficiens är ett tillstånd där njurens funktion är kraftigt nedsatt. Fysiologiskt beskrivs detta som nedsatt glomerulär filtrationshastighet (GFR). Biokemiskt yttrar detta sig som förhöjda värden av kreatinin i serum. Njursvikt kan delvis bero på hög konsumtion av salt under en längre tid. Serum-Kreatinin är den vanligaste och billigaste testmetoden för att mäta njurfunktion. Det finns dock dyrare och mer tillförlitliga, exempelvis cystatin C. Njursvikten kan vara en följd av en mängd patologiska tillstånd, bland annat cirkulatoriska, inflammatoriska och toxikologiska.
Njursvikt kan utvecklas snabbt, inom några dagar eller ett par veckor. Det kallas för akut njursvikt. Men det är vanligast att njurarna försämras långsamt, ofta under flera år. Det kallas för kronisk njursvikt.

## Symtom
Vid lindrig till måttlig kronisk njursvikt brukar man inte ha några symtom alls utan det är först när njurfunktionsnedsättning fortskrider och förvärras som symtom kan börja uppträda. Därför talar man om njursvikt som "den tysta sjukdomen". När njurarna misslyckas med att filtrera, ansamlas avfall i blodet och kroppen, ett tillstånd som kallas uremi.
Symptom på kronisk njursvikt:
- Stegrat urea, vilket kan leda till:
  - Illamående, kräkningar och viktnedgång
  - Nattlig urinproduktion (nokturi)
- Ökning av fosfat i blodet pga att njurarna inte klarar att filtrera detta kan leda till:
  - Klåda
  - Påverkan på benstommen
- Stegring av kalium i blodet, eftersom njurarna inte kan filtrera ut kalium (hyperkalemia), kan leda till:
  - Hjärtrytmstörningar (arytmier)
- Svårighet för njurarna att avlägsna vätska kan leda till:
  - Bensvullnad och svullnad i ansiktet
  - Andningsbesvär pga. vätska i lungorna (lungödem)
  - Högt blodtryck (hypertoni)
- Minskad produktion av hormonet erytropoetin som stimulerar benmärgen att producera röda blodkroppar (hemoglobin), leder till blodbrist (anemi) vilket kan yttra sig så som:
  - Blekhet
  - Trötthet
- Normalt stannar proteinerna kvar i blodbanan, men när njurens kärlnystan (glomeruli) är skadade kan proteiner läcka ut i urinen[4]. Detta kan leda till: 
  - Skummande urin
  - Blod i urinen

## Hyperammonemi, urea och ammoniak
Njursvikt medför att urea inte utsöndras i urinen i normal takt (hyperurikemi). Istället diffunderar det över magtarmkanalen där det bryts ner av det bakteriella enzymet ureas till koldioxid och ammoniak. En del av ammoniaken återabsorberas härifrån, och leder till hyperammonemi, som bland annat drabbar centrala nervsystemet.
Njurarna deaminerar glutamin med hjälpt av enzymen glutaminas och glutamatdehydrogenas, det mesta av ammoniaken som bildas här går till urinen i form av ammoniumjoner, NH4+. Detta är en viktig funktion för att reglera syra-basbalansen i kroppen, eftersom ammoniumjonen bär med sig protoner som annars sänker pH:t i kroppen.

## Behandling
Orsakerna till njursvikt kan vara flera och det betyder att behandlingarna också är olika. Det kan finnas flera orsaker till akut njursvikt. Det beror oftast inte på en sjukdom i njurarna utan på att för lite blod passerar njurarna eller på att urinen inte kan lämna njurarna. En vanlig orsak är vätskebrist. Om njurfunktionen är mycket nedsatt kan symptomen inte behandlas med läkemedel eller att man lägger om kosten. Då kan det vara aktuellt med njurtransplantation eller dialys.